# Grimetons kyrkby
Grimetons kyrkby (uttalas 'gri'mmetånns) är kyrkbyn i Grimetons socken i Varbergs kommun, Hallands län. Grimetons kyrkby som ligger en kilometer sydost om småorten Grimeton klassades som en separat småort år 1995. Från 2015 avgränsas här åter en småort.
Grimetons kyrka ligger här.